# Wheelman
Wheelman (рус. Угонщик) — видеоигра в жанре экшн, разработанная Midway Studios — Newcastle и Tigon Studios и изданная компанией Ubisoft в марте 2009 года для консолей PlayStation 3 и Xbox 360 и для персональных компьютеров под управлением Windows. Компанией «Новый Диск» была выпущена локализованная версия игры полностью на русском языке.

## Сюжет
Действия игры происходит в Барселоне, где единственный закон — сила. Главный герой — Майло Берик (которому дал свою внешность и голос голливудский актёр Вин Дизель), профессиональный водитель и одновременно агент под прикрытием. Ему предстоит внедриться в преступный мир города и завоевать доверие местных бандитских группировок. В процессе игры Майло будет сотрудничать с местными преступными группировками — бандой «Чулос Канальяс», румынской мафией и бандой Лос Лантос. Его главная задача — предотвратить крупнейшее в истории Испании ограбление банка.

## Описание игры
В распоряжении окажется большое количество автомобилей, мотоциклов и других транспортных средств. Сильная сторона игры — зрелищные погони, в которых принимают участие большое количество автомобилей. Погони в игре выполнены в духе Burnout Paradise и Split/Second — всё вокруг взрывается, рушится, машины летят всмятку.
Во время езды игрок может выполнять специальные приёмы — таран, ускорение, угон на ходу, прицельная стрельба и «Циклон» (машина разворачивается на 180° и игрок может вести прицельную стрельбу). Чтобы использовать эти способности (за исключением угона и тарана) вы должны накопить определённое количество «Внимания», которое игрок получает во время прыжков или при езде на очень высокой скорости. А для выполнения угона на ходу вы должны набрать высокую скорость, не замедляясь подъехать к нужной машине и удерживать правую кнопку мыши до тех пор, пока красная метка над угоняемой машиной не станет зелёной. После этого отпустите кнопку мыши и герой исполнит зрелищный трюк. Результат — у вас есть новая машина. Таран — самый простой приём. Всё, что для него требуется — лишь в нужный момент резко дёрнуть мышь в сторону, где находится враг и машина начнёт таранить его. Каждый из отдельных приёмов будет эффективен в определённой ситуации. «Циклон» нужно использовать, если машины врага сзади вас. Угон нужен, если ваша машина повреждена или вам нужно скрыться от полиции.
Кроме погонь в игре присутствует пеший режим (как в Grand Theft Auto, Mafia или The Godfather). Игрок может свободно перемещаться по городу без машины и использовать огнестрельное оружие. При себе игрок может иметь лишь 2 оружия: пистолет с бесконечными патронами и сменное оружие (узи, HK MP5, АК-47, М4 или ручной пулемёт).
Помимо миссий игрок также может выполнять дополнительные задания. Вы можете, например, принять участие в гонках. Цель — быть первым. В режиме «Угон» от вас требуется угнать определённые автомобили и отвести их в указанные места. В «Ярости» вы должны громить всё подряд — заборы, столбы, скамейки и другие автомобили. За это вам начисляются очки. Имеются специальные множители очков — определённый предмет. В «Такси» от вас требуется довести пассажира в определённую точку. В «Побеге» вы должны как можно скорее попасть в точку эвакуации — иначе вас убьют. В «Сделано на заказ» вы должны уничтожить машину противника любыми методами. За выполнение любого из заданий вам присваивается ранг — в зависимости от того, как быстро вы завершите задание. Самый высокий ранг «S» присваивается за очень быстрое прохождение (или за 1 место в «Автогонке» или за очень большое количество очков в «Ярость»). Остальные ранги — А, В и С. Ранг «С» — присваивается просто за завершение задания. Выполняя подобные миссии и получая за них ранг «S», вам открываются тайники с оружием и вы получаете улучшения для автомобиля: у вас увеличивается скорость, здоровье, время в режиме замедления, сила удара и т. п.
В качестве врага в игре есть полиция. Если вы ездите неосторожно (крушите всё вокруг, давите пешеходов и т. д.), за вами начинается погоня. Чем хуже вы себя ведёте, тем больше полицейских машин и вертолётов гонятся за вами. Чтобы избавиться от преследования, вы должны как можно дальше уехать от так называемой «Зоны слежки» (как в GTA IV). Выехав или уйдя из неё, полиция оставит вас в покое спустя некоторое время.

## Экранизация
Одновременно с анонсом видеоигры в феврале 2006 года была объявлена киноадаптация с Вином Дизелем в главной роли. Сценаристом стал Рич Уилкс, работавшим с Дизелем над фильмом «Три икса» (2002), режиссёром — Джон Синглтон, создатель «Двойного форсажа». Продюсировать картину должен был Лоренцо ди Бонавентура. Над проектом должны были работать «Paramount Pictures» и «MTV Films». Будет ли фильм экранизацией или он продолжит сюжет игры не сообщалось. Дальнейшая судьба картины неизвестна, так как с момента релиза игры в 2009 году никакой новой информации о съемочном процессе или дате выхода фильма в прокат в СМИ не появлялось.

## Версии и выпуски
Wheelman доступна в джевел-упаковке и в эксклюзивном коллекционном издании, в состав которого входят DVD с игрой, интерактивный DVD с видеопрохождением, бонусный компакт-диск «Радио Американа», полное руководство пользователя, артбук, карта Барселоны и воблер «зеркало заднего вида».
Игра была полностью переведена и озвучена компанией Lazy Games. Над русской версией работали:
Менеджер локализации — Наталия Дубровская,
Работа со звуком — Максим Платов
Роли озвучивали:
Борис Репетур — Бенито
Юрий Брежнев — Галло
Елена Борзунова — Луми
Денис Беспалый — Майло Берик
Константин Карасик — Мигель
Евгений Вальц — Микка
Никита Прозоровский — Паоло
Вадим Максимов — Раду
Влад Копп — Сорин, Че
Михаил Тихонов — Ставо
Денис Некрасов — Фелипе
Валерий Сторожик — Хавьер
Григорий Шевчук — Эдриан

## Мнение и оценки
| Сводный рейтинг | Сводный рейтинг | Сводный рейтинг | Сводный рейтинг |
| Издание         | Оценка          | Оценка          | Оценка          |
| Издание         | PC              | PS3             | Xbox 360        |
| --------------- | --------------- | --------------- | --------------- |
| GameRankings    | 57,71 %         | 66,29 %         | 65,39 %         |

Игра вызвала неоднозначную реакцию критиков и игровых изданий. Некоторые поставили ей высокие оценки, а некоторым игра не понравилась. Журналы, поставившие игре высокий балл признались, что игра имеет существенные недостатки. В первую очередь был раскритикован пеший режим, так как он был скучный, а перестрелки в нём выглядели вяло. Плюс ко всему был очень малый набор оружия. Midway Games заявили, что ввели в игру пеший режим для того, чтобы разнообразить геймплей и поэтому не уделили ему пристального внимания.
- Игромания — 8,5/10
- PlayGround.ru — 8,1/10
- Absolute Games — 58 %
- ЛКИ — 56 %
- Страна игр — 8,0/10
- PC Игры — 6,5/10
- Gamespot — 6,9/10
- GamesLife — 6/10

«Одним словом, Wheelman — это прежде всего великолепное зрелище. В нём нет такого невероятного внимания к деталям, как в Grand Theft Auto 4, или таких правдоподобных аварий, как в Burnout Paradise. Но здесь все служит тому, чтобы на экране постоянно было красиво. И ради этого приходится жертвовать реалистичностью и физикой. Положа руку на сердце, мы готовы это понять и простить: таких головокружительных погонь и такой концентрации спецэффектов в кадре больше нет ни в одной другой гоночной игре».
— журнал «Игромания»